# 759
Cette page concerne l'année 759  du calendrier julien. Pour l'année 759 av. J.-C., voir 759 av. J.-C.
L'année 759 est une année commune qui commence un lundi.

## Événements

### Asie
- Début du règne de Bögü, troisième kaghan des Ouïgours (en chinois 牟羽可汗)[1].
- Raids arabes en Anatolie et victoire sur Paul, stratège des Arméniaques sur la rivière Mélas. Les Arabes retournent chez eux avec un immense butin et une grande quantité de captifs, parmi lesquels quarante hauts fonctionnaires romains[2].
- Fondation du temple bouddhiste de Tōshōdai-ji à Nara (Japon) par le moine chinois Ganjin, fondateur de la secte Ritsu[3].

### Europe
- L'empereur byzantin Constantin V, après avoir reçu la soumission des Slaves de Thrace occidentale[2], lance des opérations contre les Bulgares. Le stratège Léon de Thrace, tombé dans une embuscade dans le défilé de Bérégaba (ou Veregaba), à l'est du Grand Balkan, est tué[4]. Constantin V défait les Bulgares à Marcellae (Markellai), puis conclut une trêve à la nouvelle de raids arabes[5].
- Pépin le Bref reprend Narbonne aux musulmans d'al-Andalus qui la contrôlaient depuis 719. Après sept ans de blocus, la ville est livrée par les Goths, qui massacrent la garnison musulmane, puis, ayant obtenu l’assurance de conserver leurs lois et leurs privilèges, se soumettent à Pépin. Après la prise de Narbonne, Pépin mène une série de campagnes pour soumettre l’Aquitaine (761-768)[6].

## Naissances en 759
- Théodore le Studite (759-826), chef de la résistance aux iconoclastes.

## Décès en 759
- Wang Wei, peintre chinois (né en 699)[7].